# 水神山古墳
水神山古墳（すいじんやまこふん）は、千葉県我孫子市高野山にある古墳。形状は前方後円墳。我孫子古墳群を構成する古墳の1つ。千葉県指定史跡に指定されている。

## 概要
千葉県北西部、手賀沼西部北岸の台地上において、手賀沼を一望する位置に築造された古墳である。1965年（昭和40年）に発掘調査が実施されている。
墳形は前方後円形で、墳丘主軸を東西方向として前方部を東方向に向ける。墳丘長は69メートルを測り、手賀沼周辺・東葛地区では最大規模になる。墳丘の前方部墳頂からは、祭祀に使用したと見られる土師器壺が検出されている。墳丘周囲には幅約6メートルの周濠が巡らされており、周濠を含めた古墳全長は81.5メートルを測る。埋葬施設は後円部墳頂における粘土槨で、長さ5.13メートル・直径0.7メートルの割竹形木棺をローム土で包んだ「ローム槨」ともいうべきものになり、槨の主軸を墳丘と平行の東西方向とする。棺内には朱が遺存したほか、ガラス小玉280個・ガラス管玉1個・滑石製管玉1個・刀子2本・針数本が検出されている。
この水神山古墳は、古墳時代中期の4世紀末葉-5世紀初頭（または5世紀初頭-前葉/4世紀代）頃の築造と推定される。下総地方西部では初現的な大型前方後円墳として位置づけられ、ヤマト王権とのつながりの始まりや手賀沼の支配を示唆する古墳になる（ただし墳丘規模に比して副葬品が質素である点が注意される）。
古墳域は1992年（平成4年）に千葉県指定史跡に指定されている。

## 遺跡歴
- 1965年（昭和40年）、発掘調査（東京大学考古学研究室、1969年に報告書刊行）。
- 1992年（平成4年）2月28日、千葉県指定史跡に指定[3]。
- 2002年度（平成14年度）、第2次調査（我孫子市教育委員会、2003年に報告書刊行）。

## 墳丘
墳丘の規模は次の通り。
- 古墳総長：81.5メートル - 周濠を含めた全長。
- 墳丘長：69メートル
- 後円部
  - 直径：36メートル
  - 高さ：5メートル
- 前方部
  - 長さ：36メートル
  - 幅：33メートル
  - 高さ：2.5メートル
- くびれ部
  - 幅：12メートル

墳丘は、一定の高さで盛土を一旦揃えて、その上に繰り返して盛土するという手法によって構築される。このような手法は主に西日本に見られ「西日本的工法」とも称されるが、水神山古墳以前の弁天古墳では在地的な水平積みであり、水神山古墳以後の古墳でも西日本的工法は継続しないことが注意される。このような1代限りの西日本的工法による造墓は各地で見られ、当時のヤマト王権の大王と地方首長とは個人対個人で関係するシステムであったことが示唆される。

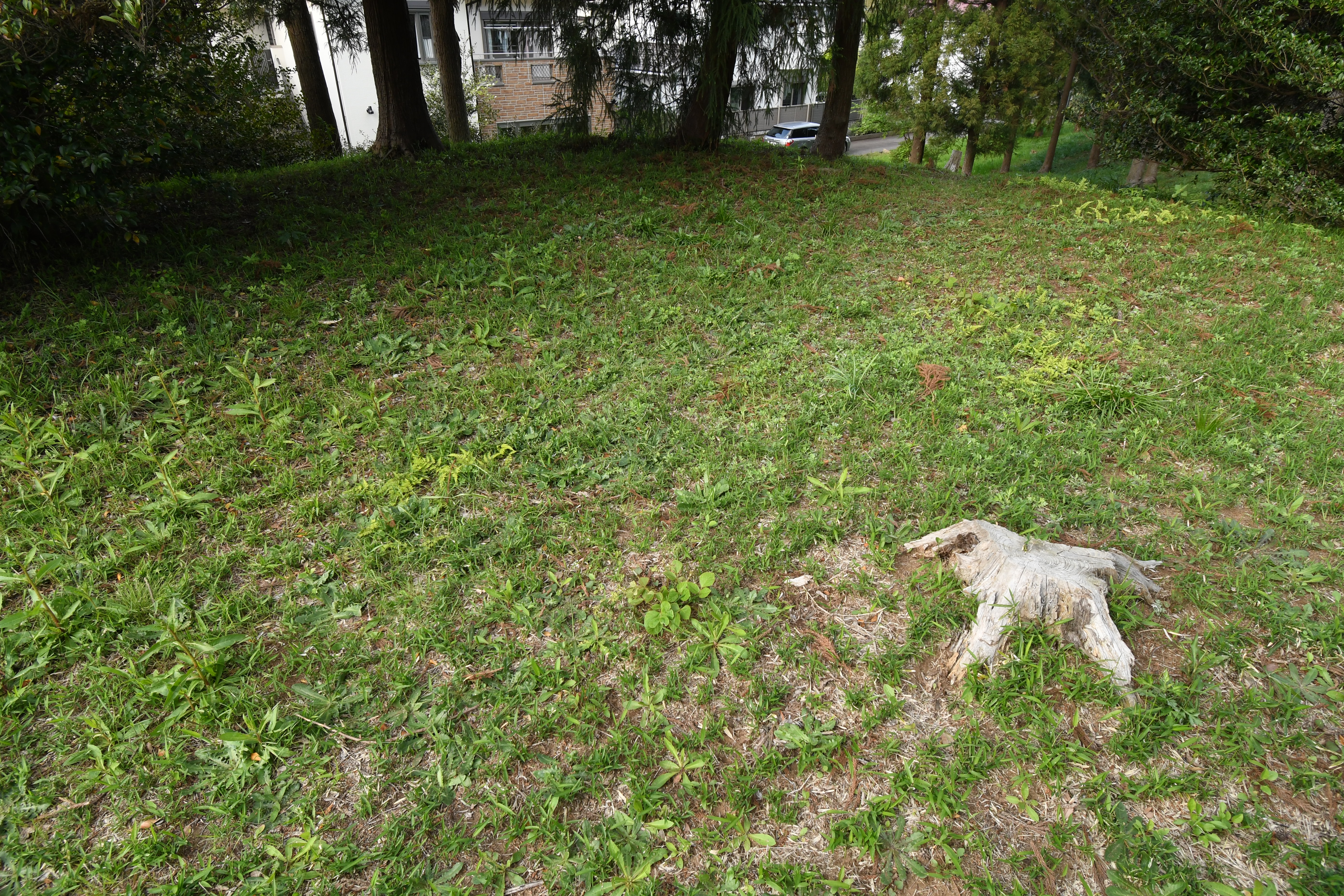
後円部墳頂
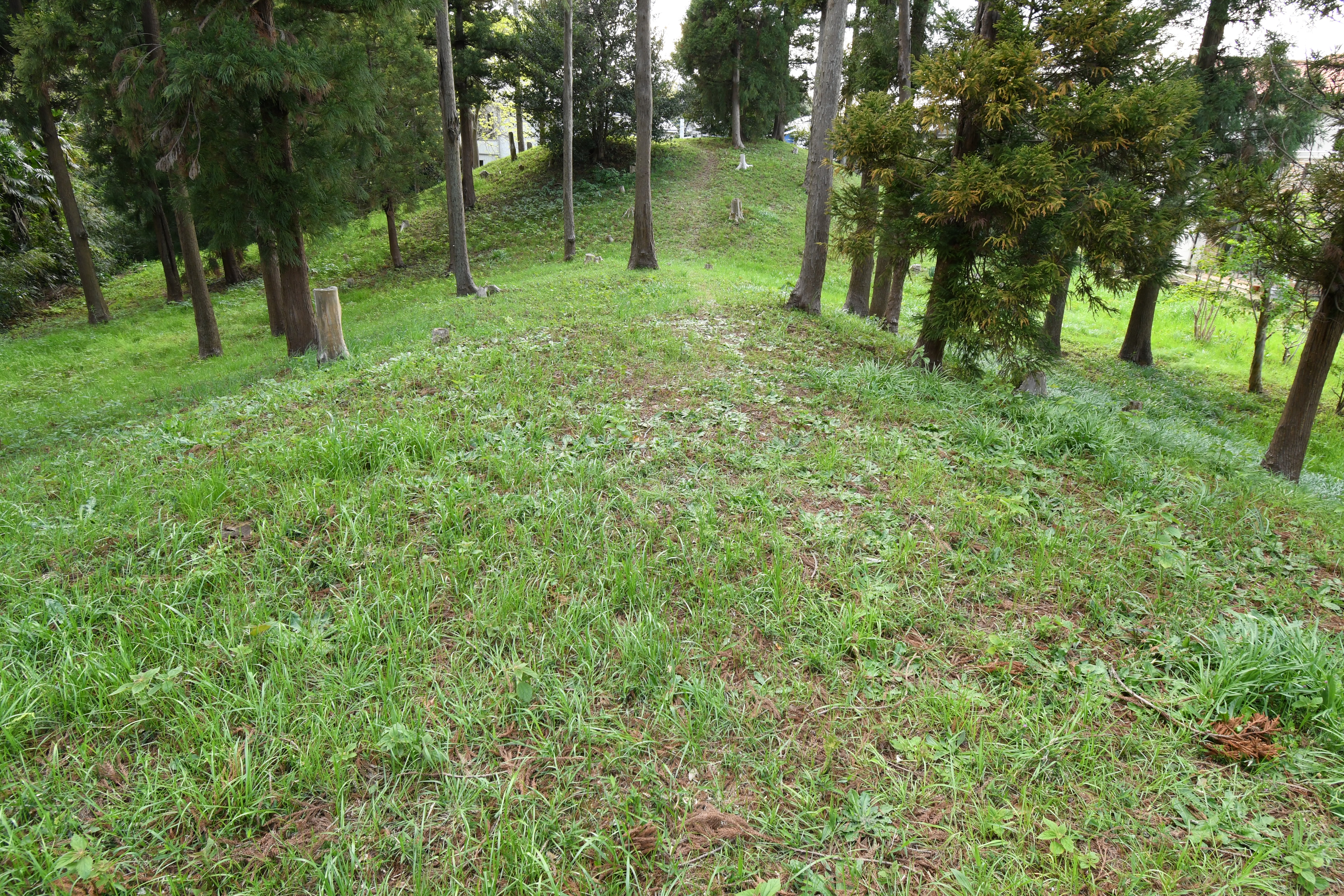
前方部から後円部を望む
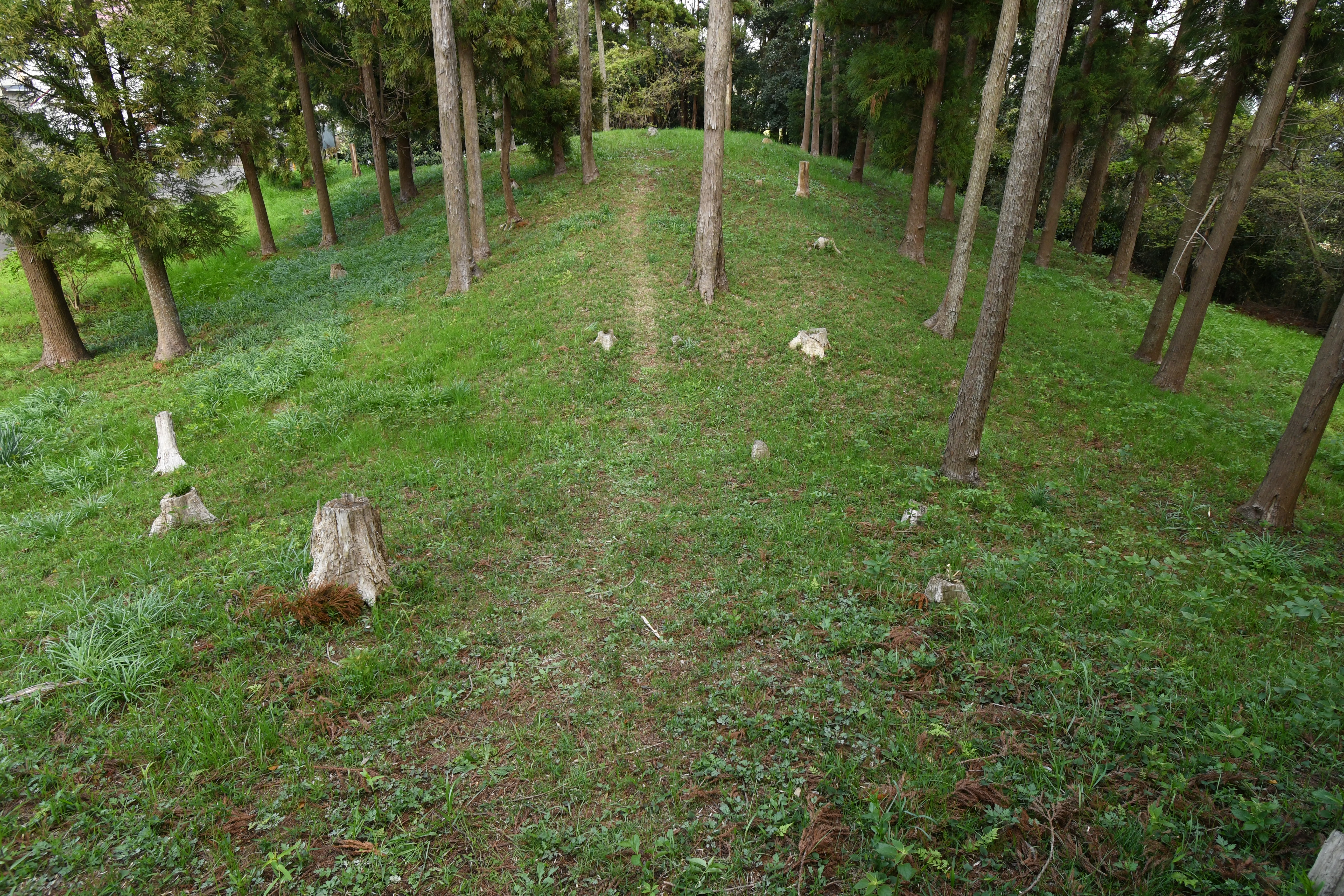
後円部から前方部を望む

## 文化財

### 千葉県指定文化財
- 史跡
  - 水神山古墳 - 1992年（平成4年）2月28日指定[3]。

## 関連文献
（記事執筆に使用していない関連文献）
- 東京大学文学部考古学研究室編 編『我孫子古墳群』我孫子町教育委員会、1969年。
- 『千葉県の歴史 資料編 考古2（県史シリーズ10）』千葉県、2003年。
- 「水神山古墳第2次」『市内遺跡発掘調査報告書 平成14年度（我孫子市埋蔵文化財報告 第28集）』我孫子市教育委員会、2003年。
- 『ふさの国の文化財総覧 第3巻』千葉県教育庁教育振興部文化財課、2004年。